# Letní stadion (Pardubice)
Stadion Arnošta Košťála, wcześniej także Letní stadion – stadion piłkarski w Pardubicach, w Czechach. Został otwarty 31 maja 1931 roku. Może pomieścić 6000 widzów. Swoje spotkania rozgrywają na nim piłkarki żeńskiej sekcji klubu FK Pardubice oraz zawodnicy drużyny futbolu amerykańskiego Pardubice Stallions. W pobliżu stadionu znajduje się kryte lodowisko.

## Historia
Budowa stadionu rozpoczęła się 15 września 1930 roku, a impulsem do jego powstania była perspektywa organizacji wystawy kultury fizycznej i sportu w kolejnym roku. Obiekt budowany był w miejscu dawnego boiska klubu AFK Pardubice (tzw. „hřiště pod Bubenčem”), istniejącego od 1922 roku. Po jego likwidacji w 1930 roku piłkarze AFK Pardubice (późniejsza Tesla Pardubice) przenieśli się najpierw na tzw. „hřiště na Olšinkách”, należące do miejscowego Sokoła, a w 1934 roku na swój nowy obiekt „pod Vinicí”. Nowy stadion uroczyście otwarto 31 maja 1931 roku. Inauguracja zbiegła się z otwarciem wystawy kultury fizycznej i sportu, a obecny był na niej ówczesny prezydent Czechosłowacji, Tomáš Masaryk. Obiekt początkowo nosił nazwę „Všesportovní stadion”, w czasach komunistycznych nosił imię Klementa Gottwaldowa. Stadion pierwotnie posiadał 400-metrową bieżnię lekkoatletyczną, którą otaczał 500-metrowy, betonowy tor kolarski. Zadaszona trybuna główna mieściła się po zachodniej stronie i mogła pomieścić 1223 widzów, trybuna naprzeciwko niej miała pojemność 1500 osób; pojemność całkowitą obiektu szacowano jednak na 10 000 widzów. Gospodarzem obiektu po jego otwarciu zostali piłkarze klubu SK Pardubice. Zespół ten w latach 1937–1946 grał na najwyższym poziomie rozgrywkowym Czechosłowacji, a także Protektoratu Czech i Moraw. Na przełomie lat 50. i 60. XX wieku kilka sezonów w I lidze czechosłowackiej spędziła także grająca wówczas na tym obiekcie Dukla Pardubice. Po raz kolejny i ostatni jak dotąd rozgrywki I ligi były grane na tym stadionie w sezonie 1968/1969, co było udziałem klubu VCHZ Pardubice. Na przełomie XX i XXI wieku zlikwidowano bieżnię lekkoatletyczną i tor kolarski, postawiono także nieduże trybuny za bramkami, a nowym gospodarzem areny został klub FK AS Pardubice. Obecnie na stadionie występują piłkarki żeńskiej sekcji klubu FK Pardubice (do 2018 roku jako samodzielny klub żeńskiej piłki nożnej SK DFO Pardubice) oraz zawodnicy drużyny futbolu amerykańskiego Pardubice Stallions.